# Aphilopota exterritorialis
Aphilopota exterritorialis är en fjärilsart som beskrevs av Embrik Strand 1909. Aphilopota exterritorialis ingår i släktet Aphilopota och familjen mätare. Inga underarter finns listade i Catalogue of Life.